# Bronisław Skura-Skoczyński
Bronisław Skura-Skoczyński, właśc. Bronisław Skoczyński (od 1947), ur. jako Bronisław Skura, ps. „Robotnik”, „Trojan”, „Ignac” (ur. 29 lipca 1909 w Łodzi, zm. 20 kwietnia 1962, tamże) – rusznikarz, porucznik piechoty Armii Krajowej, żołnierz ZWZ-AK, działacz PPS.

## Życiorys
Ukończył szkołę powszechną, a następnie rozpoczął pracę w fabryce Holz i S-ka. Od 1928 działał w Polskiej Partii Socjalistycznej. W latach 1931–1932 odbył zasadniczą służbę wojskową w 50 Pułku Piechoty Strzelców Kresowych w Kowlu i Sarnach, w trakcie służby kończąc naukę w Szkole Rusznikarskiej i odbywając Kurs Młodszych Majstrów. We wrześniu 1932 został awansowany do stopnia kaprala oraz przeniesiony do rezerwy. Następnie Od września 1932 pracował jako rusznikarz w Głównej Składnicy Uzbrojenia nr 4 w Regnach przy Dowództwie Okręgu Korpusu Nr IV w Łodzi. Od 1934 trenował boks w Robotniczym Klubie Sportowym Towarzystwa Uniwersytetu Robotniczego w Łodzi.
Po wybuchu II wojny światowej został zmobilizowany i uczestniczył w obronie Warszawy. Po kapitulacji miasta, dostał się do niewoli, z której zbiegł do Łodzi, gdzie dotarł 5 października 1939 i zaangażował się w działalność konspiracyjną. 21 grudnia 1939 został aresztowany przez Gestapo i osadzony w więzieniu na Radogoszczu. 23 grudnia 1939 przesiedlony do Jaszczewa koło Krosna, skąd uciekł w kwietniu 1940 do Wierzbowca koło Przedborza. W odwecie Niemcy aresztowali jego żonę i córkę, które zginęły w więzieniu w Radogoszczu.
W 1940 wstąpił do Związku Walki Zbrojnej (później: AK) w Przedborzu, gdzie był kancelistą w grupie „Jeleń” pod dowództwem Rocha Barana, tam działał w formowaniu plutonów nr 61, 64, 68 oraz oddziału dywersyjnego nr 12. Był szefem kompanii i pełniącym obowiązki dowódcy oddziału krypt. „Żubr”, „Żmija”, a także plutonu specjalnego kryptonim „Izabela” i „Nina”, a także zastępcą inspektora Podobwodu „Żytomierz”. Był organizatorem szkoleń dla telefonistów i radiotelegrafistów.
Od 1941 działał w ZWZ-AK Obwód Radomsko w oddziale partyzanckim Stanisława Sojczyńskiego. Uczestniczył w licznych akcjach zbrojnych – był wraz z Zygmuntem Czerwińskim wykonawcą wyroku śmierci na szefie Gestapo w Radomsku Willym Bergerze i jego zastępcy Johannie Wagnerze. 30 czerwca 1943 w Dmeninie rozstrzelał Koźlickiego – sprawcę śmierci dwóch partyzantów. Był odpowiedzialny za rozbicie aresztu w Przedborzu w nocy z 5 na 6 lipca i odbicie komendanta placówki AK Zygmunta Martynowicza.
Był dowódcą grupy szturmowej w akcji odbicia więźniów z więzienia w Radomsku w nocy z 7 na 8 sierpnia 1943 roku, przyczyniając się do uwolnienia 57 więźniów. Był zaangażowany w wykolejanie pociągów i rozbijanie urzędów gminnych. Pod koniec kwietnia 1944 został ciężko ranny podczas ataku na posterunek żandarmerii niemieckiej w Anoninowie (gmina Gosławice). W tym samym roku rozkazem Komendanta Okręgu Radomsko-Kieleckiego, Mieczysława Zientarskiego, został awansowany do stopnia porucznika. W sierpniu 1944 zaangażowany w akcję „Zemsta” stanowiącą mobilizację oddziałów mającą wesprzeć Armię Krajową w powstaniu warszawskim – jego grupa nie zdołała dotrzeć do Warszawy w związku z potyczkami zbrojnymi na trasie do stolicy. Do stycznia 1945 uczestniczył w walkach z Niemcami w ramach kompanii leśnych kryptonim „Grunwald”, „Buk” i batalionu „Las” oraz 74 pułku piechoty „Chrobry” oraz 7 Dywizji Piechoty Armii Krajowej na obszarze powiatów m.in.: koneckiego, opoczyńskiego, radomszczańskiego, włoszczowskiego. Na przełomie 16 i 17 stycznia 1945 zdemobilizował oddział,
Po demobilizacji powrócił do Łodzi i 6 lipca 1945 ujawnił się wraz z podległą mu kompanią w Wojewódzkim Urzędzie Bezpieczeństwa Publicznego w Łodzi, gdzie również zdali broń. Ponadto zwrócił się w odezwie do Stanisława Sojczyńskiego o ujawnienie się, co ten uznał za zdradę. Następnie pracował kolejno w sklepie tekstylnym, Spółdzielni Meblarskiej przy ul. Jaracza. Od 1949 był członkiem ZBoWiD.

### Życie prywatne
Był czwartym dzieckiem robotnika, Wawrzyńca Skury i Anny z domu Jabczyńskiej. Jego pierwsza żona i córka zginęły podczas II wojny światowej. W 1947 ożenił się ponownie, z Anną Wandą Pajfer (1925–2002). Małżeństwo przetrwało 4 lata. Po II wojnie światowej mieszkał w Łodzi przy ul. Lipowej 56 m. 13, a następnie przy ul. Owocowej 2. 27 sierpnia 1946 zmienił nazwisko na Skoczyński.
W wyniku zakrzepowo-zarostowego zapalenia naczyń amputowano mu nogę, następnie również w wyniku tej choroby zmarł. Został pochowany na cmentarzu rzymskokatolickim Doły w Łodzi (kwatera: 60, rząd: 14, grób: 29).

## Upamiętnienie
W 1990 w Radomsku przemianowano ul. Wąwozową na ul. Bronisława Skoczyńskiego, a Łodzi ul. Karola Liebknechta na ul. por. Bronisława Skury-Skoczyńskiego „Robotnika”.

## Odznaczenia
- Order Virtuti Militari,
- Krzyż Walecznych (trzykrotnie),
- Order Krzyża Grunwaldu[2].